# Apame
Apame (auch Apama; altgriechisch Ἀπάμα) war die erste Frau von Seleukos I. Nikator, dem Gründer des Seleukidenreiches.
Apame war entweder eine Tochter des baktrischen Fürsten Spitamenes, welcher im Kampf gegen Alexander den Großen getötet worden war, oder – weniger wahrscheinlich – des Persers und Vertrauten Alexanders Artabazos II. Im Zuge der Heiratspolitik Alexanders wurde Apame auf der Massenhochzeit von Susa 324 v. Chr. mit dessen General Seleukos verheiratet.  Ihr gemeinsamer Sohn war der Thronfolger Antiochos I., vielleicht auch Achaios der Ältere, denn Justin spricht von mehreren Söhnen. Außerdem hatten sie vermutlich zwei Töchter, Apame und Laodike. Über ihr weiteres Schicksal nach der Hochzeit mit Seleukos I. ist nichts bekannt. Laut Johannes Malalas starb sie vor der Hochzeit des Seleukos mit Stratonike I.
Apame wurde neben Laodike der gebräuchlichste weibliche Vorname innerhalb der Dynastie. Mehrere Städte wurden nach der Stammmutter der bis 64 v. Chr. bestehenden Seleukidendynastie benannt, darunter Apameia am Orontes und Apameia in Phrygien.